# موتور بمب أبياري (أرزوئية)
موتور بمب أبیاري (بالإنجليزية: Mowtowr Pamp-e Abiyari)‏ هي منطقة سكنية تقع في إيران في كرمان.